# Józef Świeżyński
Józef Świeżyński (1868 – 1948) è stato un politico polacco, primo ministro del Regno di Polonia dal 23 ottobre al 5 novembre 1918.